# جزمین تامسون
جزمین یانگ تامسون (به انگلیسی: Jasmine Yang Thompson) (زاده ۸ نوامبر 2000) خواننده و ترانه‌سرای اهل لندن انگلستان است. وی یک خواننده و ترانه‌سرای کودک چینی-آمریکایی است. او کار خود را با بازخوانی ترانه‌های معروف آغاز کرد. از جمله بازخوانی‌های وی ترانه معروف "Ain't Nobody" اثر چاکا کان می‌باشد.